# Susan Aglukark
Susan Aglukark  (en inuktitut : ᓲᓴᓐ ᐊᒡᓘᒃᑲᖅ), née le 27 janvier 1967, est une chanteuse canadienne. Son mélange de musique folklorique inuit et de musique populaire lui a valu une reconnaissance au Canada.
Susan Aglukark, inuk, est née à Churchill, dans la province canadienne du Manitoba, et a passé son enfance à Arviatt dans les Territoires du Nord-Ouest (actuellement le Nunavut). Après ses études, elle a travaillé à Ottawa comme linguiste auprès du Ministère des Affaires indiennes et du Nord, puis elle retournée travailler dans les Territoires du Nord-Ouest en tant qu'aide exécutive auprès de l'Inuit Tapirisat du Canada.
Susan Aglukark a sorti sept albums studio et a remporté trois Prix Juno.
Susan Aglukark s'est vu décerner le rang d'officier dans l'Ordre du Canada, la plus haute distinction civile canadienne.